# Guillem de Casanova
Guillem de Casanova, dit Colom el Vell, Vicealmirall del rei Lluís XI de França anomenat també Colom el Jove o Colom Júnior, el qual va ser aliat de Portugal en els conflictes contra Castella i els reis trastàmares de la Corona d'Aragó.
Per En Caius Parellada i Cardellach, En Guillem de Casanova “intervingué en la guerra de Catalunya, va escortar el rei Alfons V de Portugal fins a França i va prendre part el 1476 en el Setge d'Hondarribia i en la batalla del Cap de Sant Vicent, contra unes naus genoveses, davant de les costes de Portugal. Per Luis Ulloa, Cristòfor Colom va servir a les ordres de Guillem.